# Sammalus
Sammalus är en sjö i kommunen Rautjärvi i landskapet Södra Karelen i Finland. Sjön ligger 94,9 meter över havet. Den är 4,43 meter djup. Arean är 68 hektar och strandlinjen är 4,96 kilometer lång. Sjön  ingår i Vuoksens huvudavrinningsområde.   Den ligger omkring 60 km nordöst om Villmanstrand och omkring 260 km nordöst om Helsingfors. 
Sammalus ligger nordöst om Herajärvi. 